# Le Neuvième Mari d'Eléonore
Pour plus de détails, voir Fiche technique et Distribution.
Le Neuvième Mari d'Eléonore ou Les Parents de ma femme (My Wife's Relations) est un film muet américain écrit et réalisé par Buster Keaton et Edward F. Cline sorti en 1922. 

## Synopsis
Le personnage principal, un homme plutôt fin (joué par Buster Keaton), se marie sur un quiproquo avec une Irlandaise imposante : la femme, voulant accuser à tort le protagoniste d'avoir brisé une vitre, le porte devant l'autel pour réparer les torts et demander justice. L'interlocuteur des deux personnages ne maîtrisant que la langue polonaise, il les marie. Se succèdent alors plusieurs scènes comiques naissant du fossé des mœurs qui sépare le mari de sa belle-famille. Lorsque les frères de la mariée pensent avoir découvert que le personnage principal est un riche héritier, leur attitude change du tout au tout et ils couvrent d'attentions le nouveau membre de la famille. Seulement, après avoir déménagé dans un gigantesque penthouse, il s'avère que le personnage de Buster Keaton ne dispose d'aucune ressource financière. Le film atteint son point culminant dans une sauvage et mouvementée course-poursuite qui se termine par la fuite du jeune marié dans un train à destination de Reno.

## Fiche technique
- Titre : Le Neuvième Mari d'Eléonore ou Les Parents de ma femme
- Titre original : My Wife's Relations
- Réalisation : Buster Keaton et Edward F. Cline
- Scénario : Buster Keaton et Edward F. Cline
- Photographie : Elgin Lessley
- Direction technique : Fred Gabourie
- Producteur : Joseph M. Schenck
- Société de production : Comique Film Corporation
- distribution : First National
- Pays : américain
- Format : Noir et blanc - 1,37:1 - Format 35 mm
- Langue : film muet intertitres anglais
- Genre : Comédie
- Durée : deux bobines
- Date de sortie :
  - États-Unis : mai 1922

## Distribution
- Buster Keaton : le mari
- Kate Price : sa femme
- Monte Collins : son beau-père
- Wheezer Dell : un des frères de sa femme
- Harry Madison : un des frères de sa femme
- Joe Roberts : un des frères de sa femme
- Tom Wilson : un des frères de sa femme